# Jack Carson
Pour les articles homonymes, voir Carson.
Jack Carson (John Elmer Carson) est un acteur canadien né à Carman (Manitoba), au Canada, le 27 octobre 1910, et mort le 2 janvier 1963 d'un cancer de l'estomac à Encino (Californie), aux États-Unis. Il repose au Forest Lawn Memorial Park à Glendale, près de Los Angeles.

## Filmographie partielle
- 1937 : Too many wives de Ben Holmes
- 1937 : On Again-Off Again d'Edward F. Cline
- 1937 : Monsieur Dood part pour Hollywood (Stand-in) de Tay Garnett
- 1937 : Vol de zozos (High Flyers) d'Edward F. Cline
- 1937 : It Could Happen to You (en) de Phil Rosen
- 1937 : Musique pour madame (Music for Madame) de John G. Blystone
- 1937 : Quick Money de Edward Killy
- 1937 : Reported Missing de Milton Carruth
- 1937 : She's Got Everything de Joseph Santley
- 1937 : Pension d'artistes (Stage Door) de Gregory La Cava
- 1937 : The Toast of New York de Rowland V. Lee
- 1937 : J'ai le droit de vivre (You Only Live Once) de Fritz Lang
- 1937 : Une demoiselle en détresse (Damsel in Distress) de George Stevens
- 1938 : L'Impossible Monsieur Bébé (Bringing up Baby) de Howard Hawks
- 1938 : Mariage incognito (Vivacious Lady) de George Stevens
- 1938 : Vacances payées (Having Wonderful Time) d'Alfred Santell
- 1938 : Amanda (Carefree) de Mark Sandrich
- 1938 : Condemned Women de Lew Landers
- 1938 : Crashing Hollywood (en) de Lew Landers
- 1938 : Everybody's Doing It de Christy Cabanne
- 1938 : Night Spot  de Christy Cabanne
- 1938 : Gangster d'occasion (Go Chase Yourself) d'Edward F. Cline
- 1938 : Law of the Underworld de Lew Landers
- 1938 : Mr Doodle Kicks Off de Leslie Goodwins
- 1938 : The Saint in New York de Ben Holmes
- 1938 : This Marriage Business de Christy Cabanne
- 1939 : La Fille de la Cinquième Avenue (5th Ave Girl) de Gregory La Cava
- 1939 : Monsieur Smith au Sénat (Mr. Smith Goes to Washington) de Frank Capra
- 1939 : Femme ou Démon (Destry Rides Again), de George Marshall
- 1939 : The Escape de Ricardo Cortez : Chet Warren
- 1939 : The Honeymoon's Over de Eugene Forde
- 1939 : Le Kid du Texas (The Kid from Texas) de S. Sylvan Simon
- 1939 : Legion of the Lost Flyers de Christy Cabanne
- 1940 : Alias the Deacon de Christy Cabanne
- 1940 : Enemy Agent de Lew Landers
- 1940 : Girl in 313 de Ricardo Cortez
- 1940 : Cette femme est mienne (I Take This Woman) de W. S. Van Dyke
- 1940 : Love Thy Neighbor de Mark Sandrich
- 1940 : Typhon (Typhoon) de Louis King
- 1940 : Double Chance (Lucky Partners) de Lewis Milestone
- 1940 : Parole Fixer (en) de Robert Florey
- 1940 : Les Bas-fonds de Chicago (Queen of the Mob) de James Patrick Hogan
- 1940 : Sandy Gets Her Man de Otis Garrett et Paul Gerard Smith
- 1940 : Shooting High de Alfred E. Green
- 1940 : Young As You Feel de Malcolm St Clair
- 1941 : Joies matrimoniales (Mr. & Mrs. Smith), d'Alfred Hitchcock
- 1941 : La Blonde framboise (The Strawberry Blonde) de Raoul Walsh
- 1941 : Folie douce (Love Crazy) de Jack Conway
- 1941 : Fiancée contre remboursement (The Bride Came C.O.D.) de William Keighley
- 1941 : Blues in the Night d'Anatole Litvak
- 1941 : Nuits joyeuses à Honolulu (Navy Blues) de Lloyd Bacon
- 1942 : Si Adam avait su... (The Male Animal) de Elliott Nugent
- 1942 : Gentleman Jim de Raoul Walsh
- 1942 : Remerciez votre bonne étoile (Thank Your Lucky Stars) de David Butler
- 1942 : Larceny, Inc. de Lloyd Bacon
- 1942 : Wings for the Eagle de Lloyd Bacon
- 1943 : La Manière forte (The Hard Way) de Vincent Sherman
- 1943 : La Petite Exilée (Princess O'Rourke) de Norman Krasna
- 1944 : L'amour est une mélodie (Shine on Harvest Moon) de David Butler
- 1944 : Make Your Own Bed de Peter Godfrey
- 1944 : Arsenic et Vieilles Dentelles (Arsenic and Old Lace) de Frank Capra
- 1944 : Hollywood Canteen de Delmer Daves : Cameo
- 1945 : Roughly Speaking de Michael Curtiz
- 1945 : Le Roman de Mildred Pierce (Mildred Pierce) de Michael Curtiz
- 1946 : La Fille et le Garçon (The Time, the Place and the Girl) de David Butler
- 1946 : Two Guys from Milwaukee de David Butler
- 1946 : One More Tomorrow de Peter Godfrey
- 1947 : Love and Learn de Frederick de Cordova
- 1948 : Deux Gars du Texas (Two Guys from Texas) de David Butler
- 1948 : Romance à Rio (Romance on the High Seas) de Michael Curtiz
- 1948 : April Showers de James V. Kern
- 1949 : Il y a de l'amour dans l'air (My Dream Is Yours) de Michael Curtiz et Friz Freleng
- 1949 : John Loves Mary de David Butler
- 1950 : Le Roi du tabac (Bright Leaf) de Michael Curtiz
- 1950 : Le Marchand de bonne humeur (The Good Humor Man) de Lloyd Bacon
- 1951 : Mister Universe de Joseph Lerner
- 1951 : Nuit de noces mouvementée (The Groom Wore Spurs) de Richard Whorf
- 1953 : Traversons la Manche (Dangerous When Wet) de Charles Walters
- 1954 : Une étoile est née (A star is born) de George Cukor
- 1954 : Phffft! de Mark Robson
- 1954 : Jarretières rouges (Red Garters) de George Marshall
- 1955 : La Danseuse et le Milliardaire (Ain't Misbehavin') d'Edward Buzzell
- 1956 : Le Fond de la bouteille de Henry Hathaway
- 1956 : The Magnificent Roughnecks de Sherman A. Rose
- 1957 : La Ronde de l'aube (The Tarnished Angels') de Douglas Sirk
- 1957 : La Robe déchirée (The Tattered Dress) de Jack Arnold
- 1958 : La Chatte sur un toit brûlant (Cat on a Hot Tin Roof) de Richard Brooks
- 1958 : La Brune brûlante (Rally 'Round the Flag, Boys!), de Leo McCarey
- 1960 : Le Buisson ardent (The Bramble Bush) de Daniel Petrie
- 1961 : King of the Roaring 20's: The Story of Arnold Rothstein de Joseph M. Newman
- 1962 : Sammy, the Way-Out Seal (téléfilm)